# 박현섭
박현섭(Hyunsub Park)은 대한민국의 로봇 공학자이다.

## 경력
- 서울대 기계설계학과 학사(1984), KAIST 생산공학과에서 로봇공학 박사를 취득(1989)[1]하였다.
- 삼성전자 근무(1983~2006)를 통해 VCR deck 무인 로봇 조립라인[2]반도체 웨이퍼 반송 로봇, 광통신 부품 조립 시스템 등 로봇을 활용한 공장 자동화 시스템을 개발하였다.
- 한국생산기술연구원 근무시절(2006~2016)[3]에는 외골격 형태의 보행 재활로봇과[4][5][6][7][8]고령 케어 로봇을[9][10] 연구하였다.
- 한국산업기술평가관리원 로봇 PD 근무(2013~2016)를 통해[11][12]산업부 로봇 R&D 과제기획 및 정책 수립 지원 업무를 수행하였다.
- KAIST 연구교수(2017~2019) 재직 당시, 휴보Lab에서 정부 R&D 과제인 휴머노이드 로봇 개발 사업 연구에 참여한 바 있다.
- 평창올림픽 로봇지원단 감독(2016~2018) 업무를 수행한 바 있으며[13][14][15],
- 공학한림원의 ‘2020년 미래 100대 기술과 주역(서비스 로봇 분야)’으로 선정(2013.12)[16][17]된 바 있다.
- 로봇산업 발전 유공자로 국무총리 표창(2016.10)과[18] 평창올림픽 유공자로 문체부 장관 표창(2019.12)을 수상하였다.
- 현재 코스닥 상장사인 티로보틱스 부사장으로 재직중이다.[19]

## 대외활동

### 로봇경진대회
- 'DRC2015' 향한 큰 걸음 내딛다, 2014-09-23[20]
- DARPA Robotics Challenge 2015 Workshop Day03."DRC Finals_International Remark /Korea" 2015-06-07[21]
- DRC 참관기, 2015-06-16.[22]
- 평창동계올림픽 로봇지원단 11일 공식 출범, 2016-07-11.[23]
- 이 정도 로봇을 보여주는 것도 한국이니까 가능하다, 2017-05-16[24]
- [산업뉴스]가장 느린 스키선수들이 가장 앞선 로봇기술로 세계를 놀라게 하다, 2018-02-01[25]
- ICRA 2018, 로봇 방 정리 경진대회 참관기, 2018-05-27,[26]
- 일본 'WRS Trial 2019' 참가기, 2019-12-16[27]

### 학술대회
- [ICROS 2018 ] 2018 제어로봇시스템학회(ICROS) 개막, 2018-05-17[28]
- [ICROS 2018]사진으로 보는 '2018 ICROS', 2018-05-17[29]

### 국제협력
- KEIT-美 DARPA 로봇 기술 분야 등 협력 논의, 2015-06-09[30]
- "휴보 우승 비결은 '미션' 보다 '기본'에 충실한 결과", 2015-07-28[31]
- 재난대응 로봇 분야 한-미 전문가 협력, 2015-11-01[32]
- '한미 과학기술공동위', 로봇 등 협력 방안 논의, 2016-03-30[33]
- [2017 국제로봇기술포럼]'국제로봇기술포럼' 성료, 2017-09-18[34]
- 한-이스라엘 로봇협회 MOU 체결, 2017-12-19[35]

### 기고
- [머니투데이][로봇기술④] 한국 로봇, 1등 전략만이 살길, 2014-08-31[36]
- [서울경제]끊임없이 도전·변신...로봇공학자의 롤모델, 2016-04-24,[37]
- [Science Robotics]Robots for the PyeongChang 2018 Winter Olympic Games,  2018-03-28[38]
- [DBR]인간과의 협업에서 감정교감까지, 2018-07[39]
- [포스트 COVID-19 시대 / 新산업 ② 로봇], 여시재 로봇산업연구팀, 2020.05.13[40]

### 기타
- [BBC] Global Business "The Ambitious Korea", 2014-03-16,[41]
- [서울포럼 2016] "신체기능 향상서 인지·감정까지..'증강인간' 탄생 머잖았다"2016-05-12[42]
- 로봇의 진화, 우리의 미래는? / YTN 사이언스, 2018-07-25[43]
- “로봇산업 육성 피할 수 없다”…국회서 열린 로봇산업 토론회 2019-06-27[44]
- [2021 로봇미래전략 컨퍼런스] - 로봇 대항해 시대, 앞으로 우리 사회는 어떻게 변화하고 바람직한 인간-로봇 공존 전략 - 토크쇼(발제와 토론) 2021-03-23[45]

## 저서
1. 4차 산업혁명과 빅뱅파괴의 시대, 15인 공저, 한스미디어, 2017.01.24

2. 4차 산업혁명 로봇 산업의 미래, 4인 공저, 크라운출판사, 2019.1.10